# 王宗弁
王宗弁（？—？），原名鹿弁，五代十国时前蜀軍事人物。
鹿弁獲高祖王建賜名王宗弁，為他的養子。他和王建、王宗瑤、王宗弼、王宗侃一同進入西川，累積軍功至蜀州刺史。之後他稱患病辭官，請求回到成都，王建以為他驕傲不滿而加封他檢校太保；但王宗弁拒絕，並表示他十分知足，不求再晉升。王建聽後嘉許他，並准許王宗弁辭官回成都，並獲善終。